# András Radó
Dans le nom hongrois Radó András, le nom de famille précède le prénom, mais cet article utilise l’ordre habituel en français András Radó, où le prénom précède le nom.
András Radó, né le 9 septembre 1993, est un footballeur hongrois évoluant actuellement au poste d'attaquant au Vasas Budapest.

## Statistiques
| Club      | Saison | Championnat | Championnat | Coupe  | Coupe | Europe | Europe | Total  | Total |
| Club      | Saison | Matchs      | Buts        | Matchs | Buts  | Matchs | Buts   | Matchs | Buts  |
| --------- | ------ | ----------- | ----------- | ------ | ----- | ------ | ------ | ------ | ----- |
| Haladás   |        |             |             |        |       |        |        |        |       |
| 2010-2011 | 0      | 0           | 3           | 0      | 0     | 0      | 3      | 0      |       |
| 2011-2012 | 12     | 2           | 4           | 0      | 0     | 0      | 16     | 2      |       |
| 2012-2013 | 27     | 7           | 2           | 1      | 0     | 0      | 29     | 8      |       |
| 2013-2014 | 29     | 14          | 4           | 0      | 0     | 0      | 33     | 14     |       |
| 2014-2015 | 10     | 0           | 0           | 0      | 0     | 0      | 10     | 0      |       |
| Total     | 78     | 23          | 13          | 1      | 0     | 0      | 91     | 24     |       |

## Palmarès
- Championnat de Hongrie : 2016
- Coupe de Hongrie : 2016 et 2017
- Meilleur buteur du Championnat de Hongrie en 2020